# Oldřich Hejdušek
Oldrich Hejdusek (ur. 1 października 1957 w Brnie) – czeski wioślarz, sternik.

## Osiągnięcia
- Igrzyska Olimpijskie – Moskwa 1980 – dwójka ze sternikiem – 6[1][2].
- Mistrzostwa Świata – Duisburg 1983 – dwójka ze sternikiem – 5. miejsce[1].
- Mistrzostwa Świata – Nottingham 1986 – ósemka – 10. miejsce[1].
- Mistrzostwa Świata – Kopenhaga 1987 – czwórka ze sternikiem – 12. miejsce[1].
- Mistrzostwa Świata – Bled 1989 – dwójka ze sternikiem – 9. miejsce[1].
- Mistrzostwa Świata – Wiedeń 1991 – dwójka ze sternikiem – 3. miejsce[1].
- Igrzyska Olimpijskie – Barcelona 1992 – dwójka ze sternikiem – brak[1][2].
- Mistrzostwa Świata – Račice 1993 – czwórka ze sternikiem – 2. miejsce[1].
- Mistrzostwa Świata – Račice 1993 – ósemka – 9. miejsce[1].
- Mistrzostwa Świata – Indianapolis 1994 – czwórka ze sternikiem – 11. miejsce[1].
- Mistrzostwa Świata – Aiguebelette-le-Lac 1997 – czwórka ze sternikiem – 6. miejsce[1].
- Mistrzostwa Świata – Kolonia 1998 – czwórka ze sternikiem – 6. miejsce[1].
- Mistrzostwa Świata – Kolonia 1998 – dwójka ze sternikiem – 10. miejsce[1].
- Mistrzostwa Świata – Mediolan 2003 – ósemka – 11. miejsce[1].
- Mistrzostwa Europy – Poznań 2007 – ósemka – 1. miejsce[1].
- Mistrzostwa Świata – Linz 2008 – dwójka ze sternikiem – 13. miejsce[1].
- Mistrzostwa Świata – Poznań 2009 – dwójka ze sternikiem – 2. miejsce[1].
- Mistrzostwa Europy – Montemor-o-Velho 2010 – dwójka ze sternikiem – 3. miejsce[1].